# Moriscos

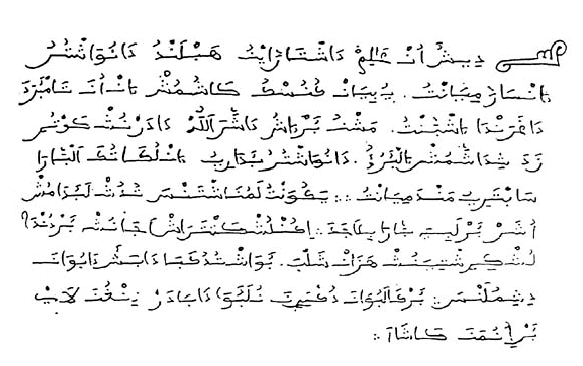
Text aljamiat dels moriscos

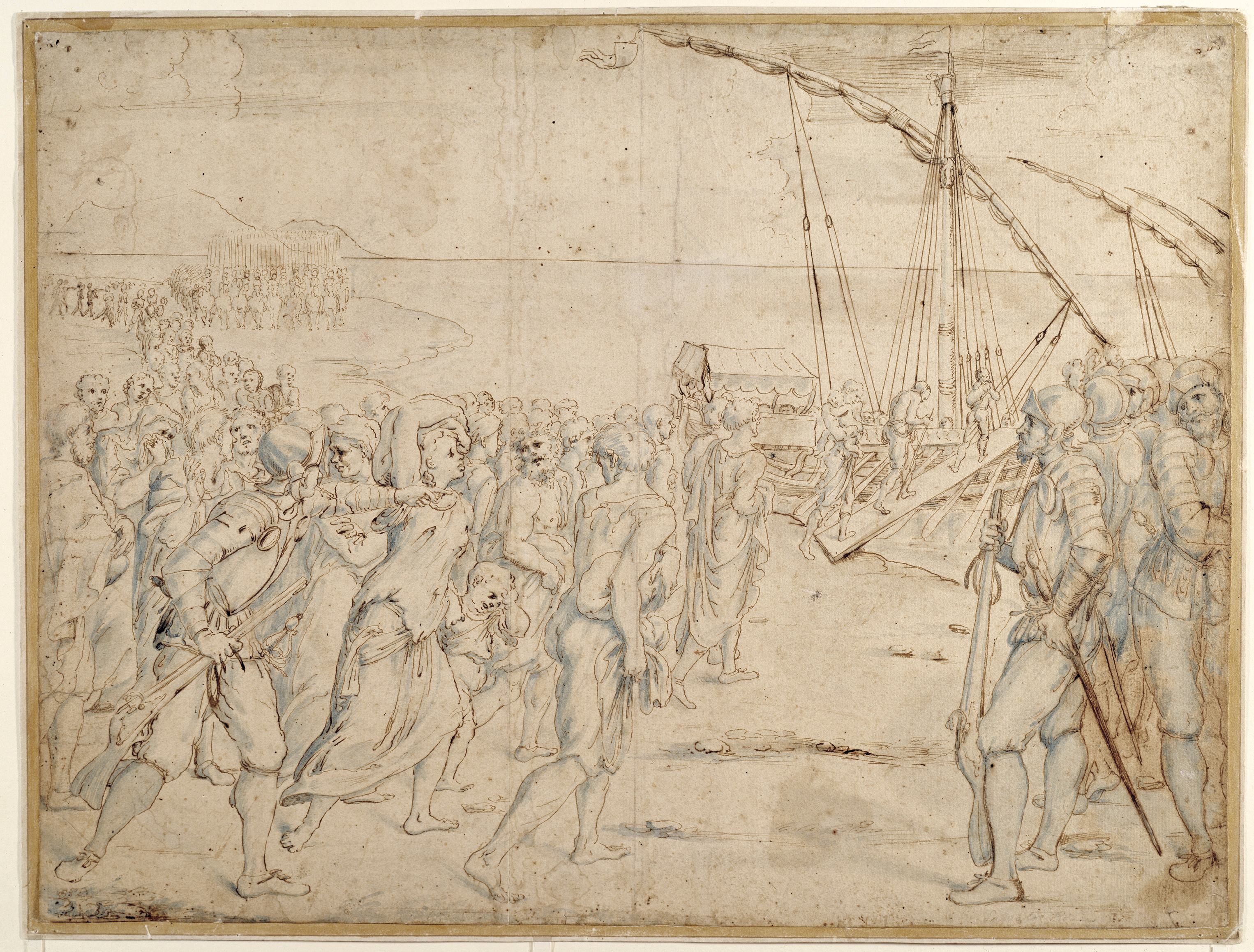
Expulsió dels moriscos

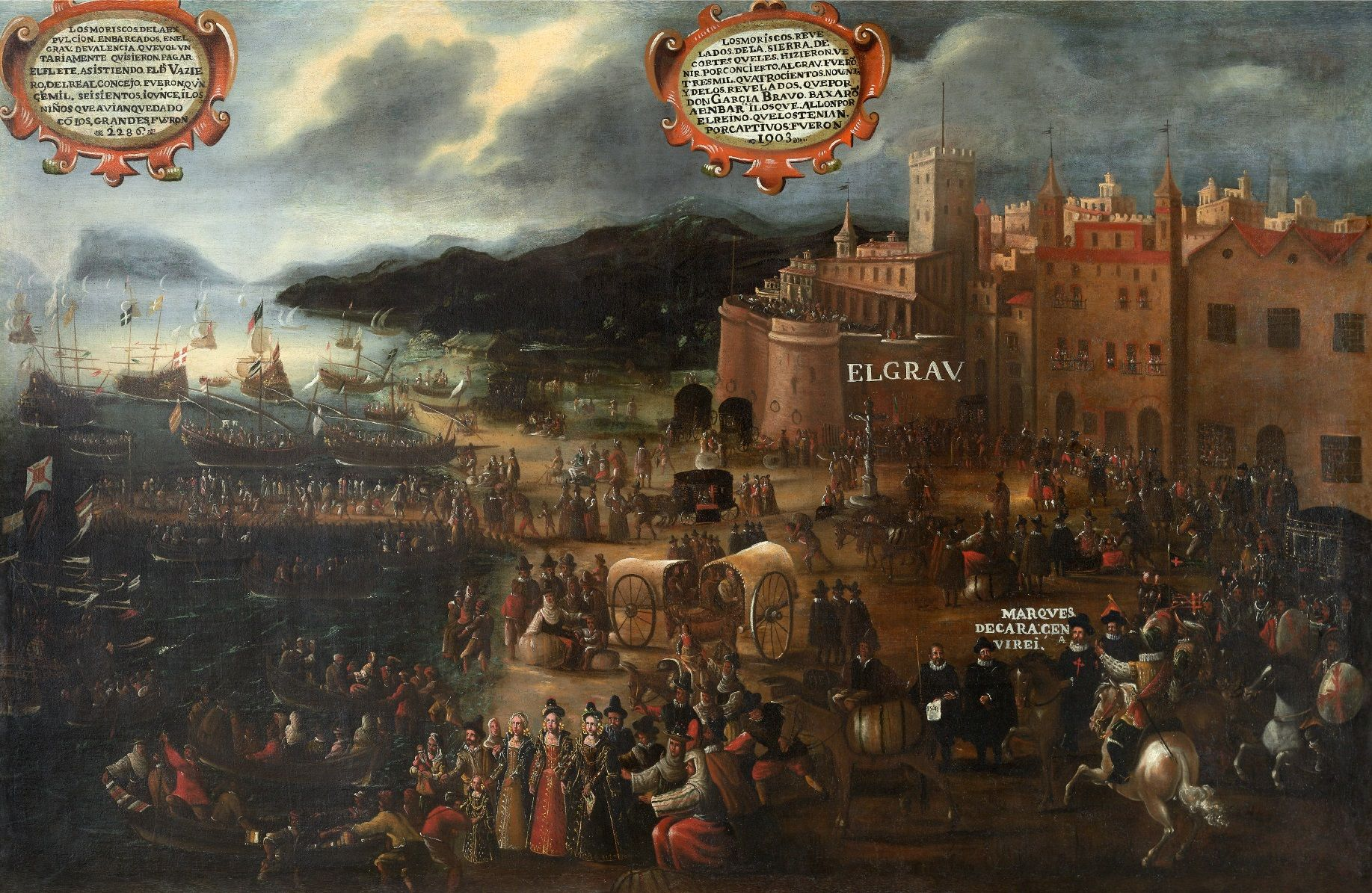
Embarcament de moriscos al Grau de València, de Pere Oromig

Es coneix amb el nom genèric de moriscs o moriscos el conjunt d'habitants d'ascendència o origen musulmà i de creences islàmiques residents a la Corona de Castella a partir de la pragmàtica dels Reis Catòlics del 14 de febrer del 1502, mitjançant la qual van ser forçats a batejar-se en la fe cristiana; i de la Corona d'Aragó, nominalment cristians des del 1526. Molts d'ells conservaven la parla àrab andalusina, coneguda també amb el nom d'algaravia i practicaven discretament l'islam.
En efecte, durant el regnat de Felip III la població morisca va ser objecte de pressions perquè abandonés definitivament els seus costums i s'assimilessin per complet als cristians.
Morisc deriva de la paraula moro, amb la qual se'ls designava, tot fent al·lusió a llur caràcter criptomusulmà. Vegeu també expulsió dels moriscos i mudèjars.

## Etimologia
Els moriscs (paraula que deriva de moro) van ser els musulmans de l'Àndalus batejats després de la pragmàtica dels reis Catòlics del 14 de febrer de 1502. Tant els convertits amb anterioritat al catolicisme romà de manera voluntària com els convertits obligatòriament d'aleshores endavant van passar a ser denominats moriscos. Abans de la conversió forçada, els musulmans que vivien practicant de manera més o menys oberta la seva fe en els regnes catòlics romans la historiografia els anomena mudèjars, encara que en l'època aquesta denominació es referia sobretot als musulmans de Castella, ja que al regne d'Aragó els deien simplement moros, i al regne de València, sarraïns ("sarraí").
Van ser nombrosos a les valls fluvials d'Aragó i a l'interior del regne de València. A Castella no eren abundants, a jutjar per les dades que ens han arribat dels comptes de contribució (un tipus d'impostos), però sí en el regne de Granada fins als anys 1569-1571, quan en foren expulsats cap a l'interior de Castella i dispersats, per tal d'allunyar-los de les costes i d'una possible conjunció amb els berberescs, i també a fi de facilitar-ne la integració.
Moriscos és la paraula que usa la historiografia per a referir-se a aquests musulmans catolitzats, encara que en l'època s'usaven sovint altres denominacions com la de mudèjar (que la historiografia reserva ara als musulmans en territori cristià abans del 1502, és a dir, abans de la seva conversió formal al catolicisme); sarraí (en els territoris de la Corona d'Aragó) i cristià nou, o més específicament cristià nou de moro, per diferenciar-los dels jueus batejats, que també eren cristians nous. La paraula morisc té uns altres usos històrics menys coneguts: a les illes Canàries es deia d'aquesta manera als musulmans nord-africans, i a Amèrica es feia servir a vegades com a sinònim de "quarteró", fill o filla de mestís i d'europeu.

## Demografia
Els moriscs es distribuïen en diferents grups, diferents entre ells i amb una àmplia varietat interna.

### Corona d'Aragó

#### Regne de València
A l'antic regne de València, els moriscs suposaven al voltant d'un terç de la població, segons dades del cens de Caracena. Protegits pels senyors dels que eren vassalls, a causa dels forts impostos que pagaven, els moriscos valencians també estaven poc aculturats. L'ús de la llengua àrab era corrent, en situació de bilingüisme amb el castellà i el valencià, i la pràctica de la fe musulmana era notòria, tot i la teòrica pertinença d'aquesta comunitat a l'Església. Els moriscos valencians van tenir fama entre els altres moriscos pel seu alt grau de coneixement de l'Alcorà i de la sunna, i per aquesta raó els alfaquins valencians solien viatjar i exercir de mestres dels moriscos d'altres llocs de la península Ibèrica. Van ser principalment els moriscos valencians els que, per la seva situació pròxima a la mar i pel seu coneixement de la llengua àrab, van establir relacions ocasionals amb turcs i berberescs.

#### L'Aragó
A l'Aragó els moriscos constituïen al voltant d'un 20% de la població total del regne, i s'assentaven principalment a la vora de l'Ebre i els seus afluents. Al contrari que els valencians i els granadins, no solien parlar àrab, però en la seva situació de vassalls de la noblesa gaudien també del privilegi de poder practicar de manera no excessivament clandestina la seva fe musulmana.

#### Catalunya
Els moriscos catalans o tagarins eren poc nombrosos i estaven distribuïts per dues àrees geogràfiques: la del riu Segre, inclosa la mateixa ciutat de Lleida, i la del baix Ebre. Joan Reglà (1974) va estimar en uns 10.000 el nombre total dels moriscos catalans, però els estudis posteriors han tendit a rebaixar la xifra a uns 5.000 o 6.000, tenint en compte la demografia dels pobles a on residien. Tradicionalment s'ha destacat l'alt grau d'aculturació dels moriscos catalans, sobretot d'aquells que vivien en pobles majoritàriament habitats per cristians vells.

### Corona de Castella
A les dues Castelles, Extremadura i Andalusia, la presència morisca era escassa, excepte en llocs molt concrets com Hornachos, Arévalo o Cinco Villas, on constituïen la majoria o quasi la totalitat de la població. Els moriscos castellans no es diferenciaven gaire dels cristians vells: no parlaven àrab, bona part d'ells eren realment cristians i els que no ho eren solien tenir un coneixement molt bàsic de l'islam, que practicaven de manera extremadament discreta. No exercien professions específiques ni vivien separats dels catòlics vells, excepte en els enclavaments purament moriscos, de manera que res en el seu aspecte exterior els diferenciava d'aquells. L'arribada dels moriscos granadins desterrats va suposar una revolució a Castella, ja que en conservar intacte tot allò que els podia identificar com a moros (idioma, vestit, cerimònies, costums...) provocaren que la fins llavors discreta presència morisca s'hi fes molt més visible, la qual cosa va tenir conseqüències per als moriscos castellans, malgrat els diversos intents que molts van fer per distanciar-se'n ostensiblement dels granadins. Així, per exemple, els matrimonis entre moriscos castellans i cristians vells eren més freqüents que entre aquells i els moriscos granadins. La població d'Hornachos en constituïa una excepció, ja que no sols eren moriscos pràcticament tots els pobladors (cosa que passava en altres localitats) sinó que practicaven obertament l'islam i tenien fama d'indòmits i independents. Per aquesta raó, l'ordre d'expulsió dels moriscos de Castella es refereix de manera particular als hornacheros, que varen ser de fet els primers moriscos castellans expulsats, els quals van mantenir la seva cohesió i la seva combativitat en el desterrament, fundant la república corsària anomenada República de les Dues Ribes de Rabat i Salé, a l'actual Marroc.

#### Antic regne de Granada
En haver estat l'últim regne islàmic de la península, en aquesta regió es va concentrar fins als anys setanta del segle xvi el major contingent morisc, majoritari i molt escassament aculturat: parlaven correntment l'àrab, coneixien bé l'islam i conservaven la major part dels trets culturals que els eren propis: vestit, música, gastronomia, celebracions, etc. Després de la rebel·lió de les Alpujarras (1568-1571), els moriscos granadins van ser deportats a Castella.

## Història
L'any 1491 Boabdil, l'últim rei nassarita, va capitular davant els Reis Catòlics i va negociar el lliurament de Granada el 25 de novembre. Entre altres coses s'acordà:
| « | «Que els moros podran mantenir la seva religió i les seves propietats. Que els moros seran jutjats pels seus jutges sota la seva llei, que no portaran identificacions que delatin que són moros com les capes que porten els jueus. Que no pagaran més tribut als reis catòlics que el que pagaven als moros. Que podran conservar totes les seves armes llevat de les municions de pólvora. Que es respectarà i no es tractarà com a renegat cap catòlic que s'hagi tornat moro. Que els reis només posaran de governants gent que tracti amb respecte i amor els moros, i si aquests faltessin en alguna cosa serien immediatament substituïts i castigats. Que els moros tindran dret a gestionar la seva educació i la dels seus fills». | » |

Immediatament després de l'entrada dels Reis Catòlics a Granada, van començar una tasca de conversió per mètodes pacífics. Per això decideixen encomanar a fra Hernando de Talavera, primer arquebisbe de Granada, la tasca de convertir els mudèjars a la fe catòlica romana. Aquest es va dedicar a la seva tasca amb gran lliurament: va aprendre l'àrab i predicava amb mansuetud i bondat, tant que els musulmans l'anomenaven «el sant alfaquí».
El juliol de 1499 els reis visiten Granada i se sorprenen de l'aire tan musulmà que encara conservava la ciutat, fins i tot en els vestits i costums. Decideixen per això encomanar al cardenal Cisneros, que ja havia participat en la conquesta del regne de Granada, la tasca de persuadir amb més duresa a la conversió. Aquest començaria a forçar les conversions mitjançant un pla amb tres punts: a) tornar a la fe catòlica romana els elches o renegats, catòlics romans convertits a l'islam; b) pressionar els caps musulmans per fomentar la conversió. Normalment els mitjans de pressió eren econòmics: exempció de deutes i suborns; també hi va haver maltractaments físics. S'explica d'un zegrí que va resistir vint dies, guanyant fama d'home dur; i c) presentar al poble l'exemple dels caps convertits.
Aquests mitjans de pressió van ser efectius. Els mètodes repressius emprats pel cardenal van complir el seu objectiu, ja que van ser diversos milers els musulmans que van rebre l'aigua del baptisme, i es convertiren en catòlics romans. També es van confiscar molts llibres, i es van dividir en dos lots, un de temàtica religiosa, alcorans, etc., tots els quals van ser cremats a la foguera, a la plaça cèntrica de Bibarrambla, i un altre lot, de matèries científiques, que va ser enviat a la Universitat d'Alcalà. Aquests fets es van produir en absència dels Reis Catòlics. Posteriorment, a la vista dels resultats, els reis declararen que no eren aquestes les seves instruccions. Probablement el cardenal Cisneros va sobrepassar les instruccions rebudes.
La major part d'ells, però, van continuar mantenint la seva llengua, els seus costums i la seva antiga religió. Prova d'això són els textos aljamiats, escrits en castellà però amb grafia àrab.
Heus aquí com veia l'historiador coetani, Luis del Mármol Carvajal, els moriscos:
| « | «(...) i si amb fingida humilitat usaven d'alguns bons costums morals en els seus tractes, comunicacions i vestits, en l'interior avorrien el jou de la religió catòlica romana, i en secret llegien doctrina i ensenyaven els uns als altres els ritus i cerimònies de la secta de Mahoma. Aquesta tasca va ser general en la gent comuna, i en particular hi va haver alguns nobles de bona entesa que es van donar a les coses de la fe, i es van honrar de ser i semblar catòlics romans. Els altres, encara que no eren moros declarats, eren heretges secrets, faltant-hi la fe i sobrant el baptisme, i quan mostraven ser aguts i en la seva maldat, es feien rudes i ignorants en la virtut i la doctrina. Si anaven a sentir missa els diumenges i dies de festa, era per compliment i perquè els capellans i beneficiats no els castiguessin per això. Mai trobaven pecat mortal, ni deien veritat en les confessions. Els divendres guardaven i es rentaven, i feien la Zala a casa a porta tancada, i els diumenges i dies de festa es tancaven a treballar. Quan havien batejat algunes criatures, les rentaven secretament amb aigua calenta per treure'ls la crisma i l'oli sant, i feien les seves cerimònies de retallar xiquets, i els posaven noms de moros; les núvies, a qui els capellans feien portar vestits de catòliques per rebre les benediccions de l'Església, les despullaven en anant a casa i les vestien com mores, feien les seves noces a la morisca amb instruments i menjars de moros.» | » |

Durant la primera meitat del segle xvi hi va haver certa tolerància. L'autoritat reprovava aquesta fidelitat a l'islam, que combatia mitjançant la Inquisició, i la tolerava al mateix temps, esperant la conversió.
Molts mudèjars de l'Albaicín van trobar-se estafats per com els estaven enganyant els catòlics, ja que primer els garantiren que podrien seguir amb la seva religió, però al mateix temps els estaven «convencent» perquè s'hi convertissin. Els mudèjars granadins començaren a protestar i a demanar la destitució de Cisneros; com a resposta a aquestes queixes, Cisneros va empresonar els mudèjars més respectats de Granada, tenint-los per instigadors dels revoltosos, proposant que si aquests deixaven de sermonejar la seva gent, aquesta es convertiria al catolicisme romà. El gener de 1500 van matar un oficial de Cisneros, la qual cosa va provocar l'alçament de musulmans i conversos. D'aquesta manera començà el 1500 l'aixecament popular de l'Albaicín. Aquest aixecament s'estén per tota la serra de les Alpujarras, i arriba fins a Almeria i Ronda; els reis contestaren amb una forta repressió militar sota el guiatge del comte de Tendilla.
Després de sufocar els aixecaments, el 1501, Tendilla va demanar «passar per ganivet tots els moros que havien participat en les revoltes», a la qual cosa el rei Ferran II d'Aragó va contestar: «Quan el vostre cavall fa alguna desgràcia no recorregueu a l'espasa per matar-lo, abans li doneu un copet a les anques, i li tireu la capa sobre els ulls; ja que el meu vot i el de la reina és que aquests moros es bategin, i si ells no seran catòlics, ho seran els seus fills o els seus nets».
Amb motiu de l'aixecament de les Alpujarras, els catòlics aprofitaren per afirmar que els musulmans havien trencat el pacte assolit el 1491. Per això van dictar la pragmàtica de 14 febrer 1502, que ordenava la conversió o expulsió de tots els musulmans de la Corona de Castella, exceptuant els nens de menys de 14 anys i les nenes menors de 12, abans d'abril de l'esmentat any. Aquesta pragmàtica va suposar un trencament dels compromisos signats pels Reis Catòlics amb el rei Boabdil en les capitulacions per al lliurament de Granada, en les quals els vencedors castellans i aragonesos garantien als musulmans granadins la preservació de la seva llengua, religió i costums.
Els mudèjars de la península van haver d'anar a les esglésies a batejar-se. Se'ls preguntava quin nom volien tenir, i si algú no entenia bé el castellà, cosa que passava sobretot a l'antic regne de Granada, o no se li acudia cap nom, se li posava Fernando si era home i Isabel si era dona. La conversió va ser general a tot arreu. A partir d'aquesta conversió forçada, els mudèjars van deixar oficialment de ser-ho, ja que estaven batejats i se'ls deia moriscos, expressió que en aquesta època tenia un matís clarament pejoratiu.
Per evitar l'exili, la majoria dels musulmans van optar per la conversió al catolicisme. La conversió va ser general a tot el regne de Granada. Durant el regnat de Carles V, gràcies al suport que els moriscos van prestar el rei i substanciosos donatius, la corona adoptà una posició flexible amb ells i els va permetre que conservessin els seus usos i costums. D'aquesta manera, els moriscos es van mantenir com una comunitat pròpia sense integrar-se en la societat espanyola del seu temps.
Amb l'arribada al tron de Felip II, la guerra a la Mediterrània amb els turcs otomans s'intensifica, i la palesa simpatia dels moriscos peninsulars amb els pirates berberescs instal·lats en les seves bases nord-africanes del Marroc, Algèria o Tunísia, posen en major risc les poblacions costaneres ibèriques, per la qual cosa s'instà novament a la conversió forçosa dels musulmans peninsulars. No obstant això, la por a noves revoltes va fer que molt aviat es dubtés de la sinceritat de la seva fe.
El 1566, Felip II va prohibir, alliçonat per Diego d'Espinosa, l'ús de la llengua àrab, de vestits i cerimònies d'origen musulmà. En tractar d'aplicar aquest decret, es va produir la rebel·lió de les Alpujarras (1568-1571) sota el comandament d'Abén Humeya. Tot i que durant aquesta última rebel·lió Castella mantenia una relació molt tensa a la Mediterrània amb els turcs, tensió que va acabar desembocant en la batalla de Lepant, una vegada dominada la revolta, els moriscos granadins van ser deportats cap a la vall del Guadalquivir i Múrcia, cap a Castella la Nova i cap a Castella la Vella.
A la fi del segle xvi, s'estima que la població morisca en els regnes peninsulars podia oscil·lar entre les 275.000 i les 350.000 persones. Es concentraven fonamentalment al regne de València (un terç dels seus habitants) i al regne d'Aragó (un 20%). Estaven més dispersos per Extremadura, Múrcia, Andalusia i Castella, on en conjunt no arribaven al 2% de la seva demografia. Els moriscos vivien fonamentalment del camp, en qualitat de vassalls dels senyors, en condicions molt més dures que les de la població cristiana vella. Des de la revolta de les Alpujarras, la predicació es va veure acompanyada de repressió.
Odiats pels catòlics vells, rebutjats per la corona, que veia amb inquietud la possibilitat d'una nova revolta que actués com una cinquena columna dels pirates berberiscos, els turcs o els francesos, i detestats per l'Església, que amb tota lògica dubtava de la sinceritat de la seva conversió, els moriscos van esdevenir una massa objecte de tota mena de sospites i d'impossible integració, ja que suposava la pervivència dins de Castella d'un poble inassimilable i hostil.
En diverses ocasions es va pensar a decretar la seva expulsió, però la mesura es va posposar a causa de les pressions de la noblesa aragonesa i valenciana, beneficiària d'aquest règim de semiesclavitud.
Finalment, després de 117 anys de difícil convivència, Felip III, probablement a conseqüència de la constatada col·laboració de determinats caps dels moriscos amb el rei de França per organitzar un aixecament general a Castella, que en aquest moment es trobava en guerra amb els francesos, en decretà l'expulsió el 1609. L'expulsió es portà a terme durant set anys, fins al 1616. En aquesta data, acabà l'existència dels mudèjars i dels moriscs a la península: foren expulsats o traslladats, tot i les revoltes de la serra d'Espadà i la Mola de Cortes.
L'expulsió afectà, segons els estudis d'Henri Lapeyre (1959) 272.140 persones. Van sortir de València 117.464 moriscs, 60.818 d'Aragó, 3.716 de Catalunya, 44.625 de Castella i Extremadura, 13.552 de Múrcia, 29.939 d'Andalusia occidental, i 2.026 d'Andalusia oriental. La major part d'ells se'n va anar cap als territoris nord-africans, i en general van ser mal rebuts, excepte a l'actual Tunísia, on les autoritats otomanes els assentaren com a colons. Uns altres grups, més reduïts, s'instal·laren per regions més orientals de l'Imperi Otomà i molt excepcionalment alguns arribaren al Nou Món.
Com sovint eren denominats només «cristians nous», generalment se'ls confon amb els cristians nous dels jueus.
Les conseqüències van ser greus i van afectar fonamentalment el regne de València, el qual va perdre el 33% de la seva població, i això va repercutir en la paralització de l'agricultura, especialment la producció de canya de sucre. Els grans senyors, perjudicats per l'expulsió d'un contingent important de la seva mà d'obra, s'acontentaren amb la incorporació al seu patrimoni de les terres confiscades als moriscos. La burgesia s'arruïnà, ja que va veure suspès el pagament de rendes pels préstecs fets als propietaris rurals, els censals.
El terme morisc s'imposarà de manera absoluta a partir de 1570. Abans hi havia tot un elenc de denominacions: cristians nous de moro, cristians nous de morisc, simplement cristians nous o novament convertits.

## Destinacions
Els moriscs s'establiren al Magrib,especialment a Tunísia i Algèria, formant inicialment comunitats segons afinitats culturals. Part d’aquell col·lectiu tenia com a llengua un sincretisme entre àrab, amazic i llatí vulgar local, però les elits i classes urbanes a Catalunya i el País Valencià havien adoptat el català com a llengua pròpia. Aquesta comunitat lingüística catalana va ser anomenada tagarins (de l’àrab al-tagrh “la frontera”); en contraposició als moriscs de parla castellana que van ser anomenats andalusins (de l’àrab al-Àndalus).